# Friedrich Boeckenhoff
Friedrich „Fritz“ Boeckenhoff (* 5. März 1894 in Bottrop; † 12. Juli 1974 in Karlsruhe) war ein preußischer Verwaltungsjurist und Landrat.

## Leben
Nach dem Abitur im Jahre 1913 studierte Boeckenhoff Jura in Lausanne, München, Freiburg und Münster, wo er 1927 promovierte.
Er begann seine berufliche Tätigkeit als Gerichtsassessor 1920. Ab 1922 wirkte er als Regierungsassessor und Hilfsarbeiter beim Landrat in Dortmund. Seit 1925 war er bei der Regierung Arnsberg beschäftigt und wurde 1928 zum Regierungsrat ernannt. Boeckenhoff wirkte auftragsweise ab 1929 als Landrat im Kreis Warburg und wurde 1933 zum Landrat im Landkreis Münster, Provinz Westfalen ernannt. Auf diesen Posten amtierte er bis 1945. Während des Zweiten Weltkrieges amtierte er zudem ab 1942 vertretungsweise als Landrat im Kreis Steinfurt. Nach dem Krieg zunächst ohne Beschäftigung, wurde er am 20. Juli 1948 
zum Amtsdirektor des Amtes Telgte gewählt und am 26. Juli in sein Amt eingeführt.
Am 31. März 1959 trat er aus Altersgründen in den Ruhestand.
Boeckenhoff war Mitglied der Zentrumspartei.